# Saint-Prouant
Saint-Prouant – miejscowość i gmina we Francji, w regionie Kraj Loary, w departamencie Wandea.
Według danych na rok 1990 gminę zamieszkiwało 1 240 osób, a gęstość zaludnienia wynosiła 96 osób/km² (wśród 1504 gmin Kraju Loary Saint-Prouant plasuje się na 487. miejscu pod względem liczby ludności, natomiast pod względem powierzchni na miejscu 873.).